# Katalonien-Rundfahrt 2010
Die 90. Katalonien-Rundfahrt ist ein Rad-Etappenrennen, das vom 22. bis 28. März 2010 stattfand. Das Rennen wurde über sechs Etappen und einem Prolog ausgetragen. Es ist Teil der UCI ProTour 2010.

## Teilnehmende Teams
| ProTeams Quick Step Omega Pharma-Lotto Saxo Bank Team Milram ag2r La Mondiale Française des Jeux Lampre-Farnese Vini Liquigas-Doimo Team Astana Rabobank Katjuscha Caisse d’Epargne Euskaltel-Euskadi Footon-Servetto Sky Professional Cycling Team Team HTC-Columbia Garmin-Transitions Team RadioShack | Professional Continental Teams Cofidis Andalucía-Cajasur Xacobeo Galicia Cervélo TestTeam |

## Etappen
| Etappe    | Datum    | Start–Ziel                                 | km    | Typ               | Etappensieger    | Führender         |
| --------- | -------- | ------------------------------------------ | ----- | ----------------- | ---------------- | ----------------- |
| Prolog    | 22. März | Lloret de Mar                              | 03,6  |                   | Paul Voß         | Paul Voß          |
| 1. Etappe | 23. März | Salt–Banyoles                              | 182,6 | Flachetappe       | Mark Cavendish   | Paul Voß          |
| 2. Etappe | 24. März | La Vall d’en Bas–La Seu d’Urgell           | 185,9 | Hochgebirgsetappe | Xavier Tondo     | Joaquim Rodríguez |
| 3. Etappe | 25. März | Oliana–Ascó                                | 209,7 | Bergetappe        | Jens Voigt       | Joaquim Rodríguez |
| 4. Etappe | 26. März | Ascó–Cabacés                               | 181,2 | Bergetappe        | Davide Malacarne | Joaquim Rodríguez |
| 5. Etappe | 27. März | El Vendrell–Barcelona                      | 161,9 | Bergetappe        | Samuel Dumoulin  | Joaquim Rodríguez |
| 6. Etappe | 28. März | EsportParc–Circuit de Catalunya (Montmeló) | 117,8 | Flachetappe       | Juan José Haedo  | Joaquim Rodríguez |

## Trikots im Rennverlauf
| Etappe    | Gesamtwertung     | Sprintwertung        | Bergwertung     | Teamwertung     |
| --------- | ----------------- | -------------------- | --------------- | --------------- |
| Prolog    | Paul Voß          | keine Wertung        | keine Wertung   | Team RadioShack |
| 1. Etappe | Paul Voß          | Jónathan Castroviejo | Peter Stetina   | Team RadioShack |
| 2. Etappe | Joaquim Rodríguez | Jónathan Castroviejo | David Gutiérrez | Katjuscha       |
| 3. Etappe | Joaquim Rodríguez | Jónathan Castroviejo | David Gutiérrez | Katjuscha       |
| 4. Etappe | Joaquim Rodríguez | Jónathan Castroviejo | David Gutiérrez | Katjuscha       |
| 5. Etappe | Joaquim Rodríguez | Jónathan Castroviejo | David Gutiérrez | Katjuscha       |
| 6. Etappe | Joaquim Rodríguez | Jónathan Castroviejo | David Gutiérrez | Katjuscha       |